# 横展异隐蟹
横展异隐蟹（学名：Heterocrypta transitans）为菱蟹科异隐蟹属的动物。分布于日本、菲律宾、印度，包括南海等海域，生活环境为海水，多栖息于35-150米深具沙或碎贝壳的海底。